# Фауна Естонії
Тваринний світ Естонії не досить розмаїтий за рахунок місцевих кліматичних умов та незначної території країни. На північному сході країни, де як паливо для ТЕС використовуються горючі сланці є значне забруднення повітря діоксидом сірки, в сільськогосподарських районах забрудненні невеликі водойми, що робить їх не придатними для проживання тварин. Проте, незважаючи на це, близько 10% території є природоохоронною, де повною мірою й можна ознайомитися з фауною країни.

## Ссавці
За різними даними в Естонії проживає близько 60 видів ссавців. Переважно це дика фауна представлена лосями, козулями (нараховують до 43000 особин), кабанами, а в лісових районах країни — рись (до 1000 осіб), вовки та бурий ведмідь (до 800 особин). Значну чисельність також мають зайці, лисиці, лісові ховрахи, вивірки, бобри та заселені сюди в 1950-1960-х роках марали та єнотоподібні собаки. [2]
У природоохоронних зонах, зокрема в заповіднику Карула, поширені такі види кажанів, як нічниця ставкова, нічниця водяна, вечірниця руда, нетопир лісовий, і річкова видра, що занесені до Червоної книги Естонії. 
У Фінській затоці з представників цієї групи можна зустрітити довгомордого тюленя, а в прибережних водах Західно-Естонського архіпелагу – балтійський підвид нерпи кільчастої.

## Птахи
Орнітофауна Естонії, порівняно із ссавцями представлена ширше. Орнітологи нараховують до 331 виду, 

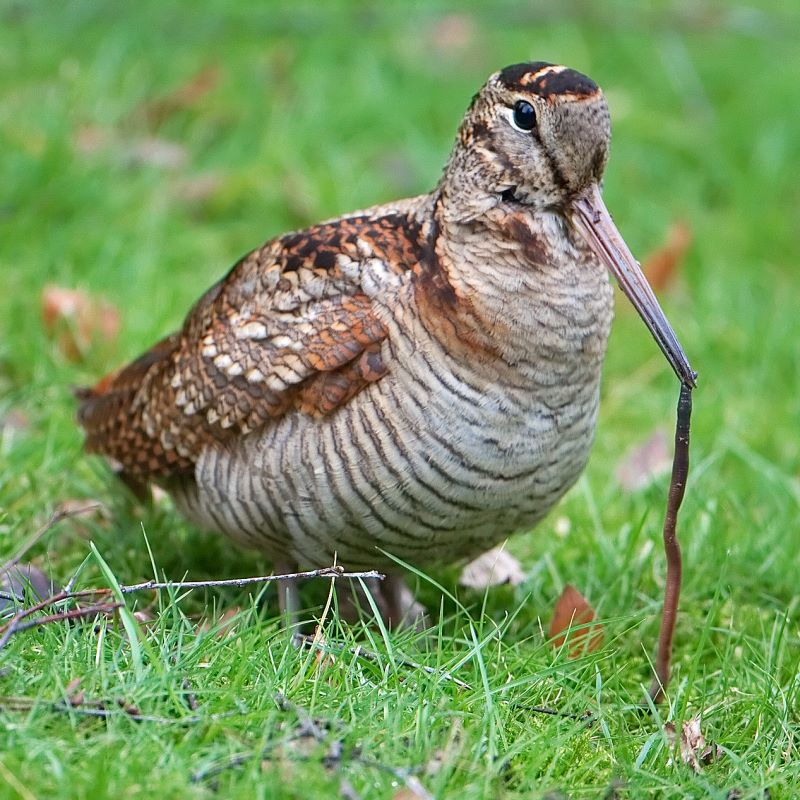
Вальдшнеп

дві третини з яких постійно гніздяться в Естонії. Найпоширенішими є хижі скопи, чорний лелека, малі підорлики та деркачі. Останні два види птахів гніздяться переважно на лугах, що потребує постійного ретельного догляду за цими територіями для підтримання популяцій. Серед лісових мешканців переважає тетерів, глухар, дятел та рябчики, в болотистих місцевостях – вальдшнепи, турпани, широконіски та качки. Біля моря переважають чайк та гаги. 
Чисельність птахів протягом року постійно змінюється, оскільки Естонії розташована на Східно-Атлантичному міграційному шляху перелітних птахів. [3]

## Риби
В рибній фауні є розподілення на прісноводну та морську рибу. Для Балтійських вод характерні морський сиг, вугор, кілька, салака, тріска, лосось та камбала. Для внутрішніх водойм характерні плотва, щука, карась звичайний та срібний, лящ, йорж. Три види риб занесено до Червоної книги, зокрема в’юн звичайний, бабець європейський звичайний (або широколобка) та щитень. Зрідка можна зустрітити річкового рака, але його популяцію стрімко знижується через забруднення водойм та порушення правил вилову. До ареалу його проживання належать озера та річки з постійною течією, зокрема Суур-Пехмеярв, Каллете и Савіярв, Суур-Саар’ярв, Вяйке-Саар’ярв.

## Земноводні та змії
На території країни проживає 11 видів земноводних та 3 види змій. Серед перших найпоширенішими є жаба звичайна, трав’яна та гостроморда, а також тритон звичайний. В національному парку Карула зустрічається часничниця (землянка) звичайна, занесена до Червоної книги Естонії. 
Серед плазунів – гадюка звичайна, мідянка та широкорозповсюджена ящірка живородна. В болотистих місцевостях можна зустрітити і вужа звичайного.

## Комахи

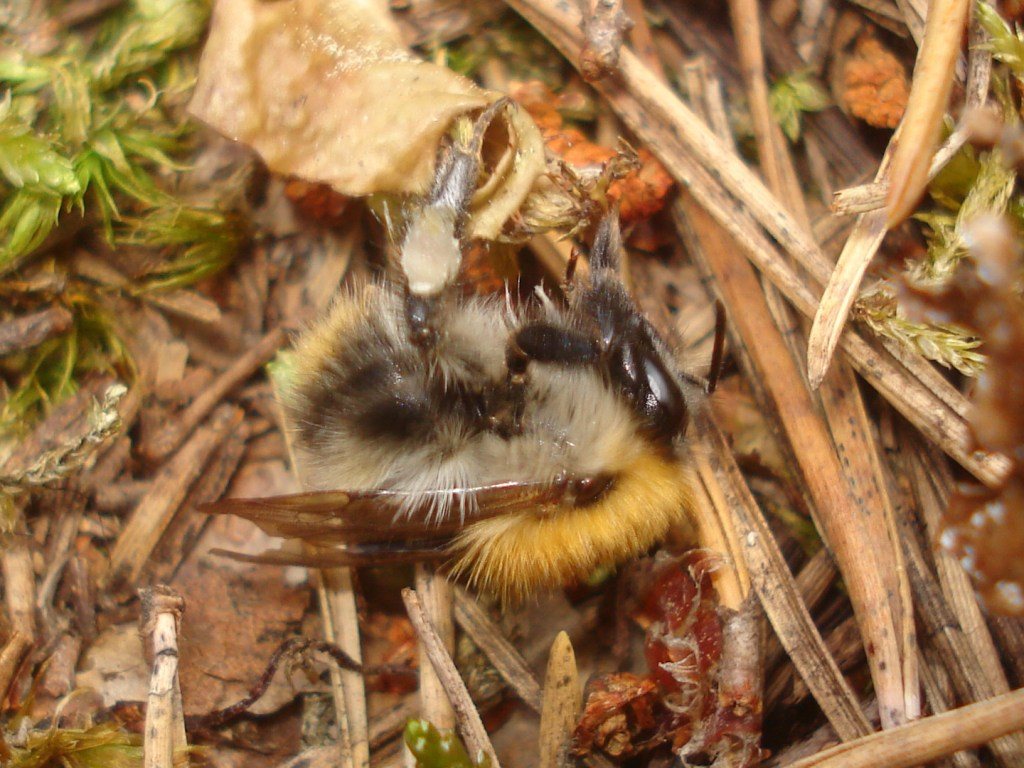
Джміль Шренка

Серед комах зустрічається до 13 видів джемлів та 9 видів мурах. 
Джміль Шренка та чотири підвиди мурах – малий лісовий, рудий лісовий, луговий та мураха Ресберрі.

## Равлики та п’явки
Серед прісноводних молюсків, широко поширених в річках і озерах Естонії переважає перлівниця звичайна ( характерна для озер з піщаним дном), беззубка звичайна (розповсюджена в озерах, багатих на рибу) та перлівниця клиноподібна (характерна для озер Ехіярв, Мікіле та Кьостеярв). Під охороною держави перебуває беззубка вузька.
У равликових переважають ставковики, карликові равлики та черевоногі молюски бітинія. Майже у всіх водоймах можна зустріти котушку рогову- сидячеокі равлики, що мають завиту раковину та живородних равликів. 
П’явок є два види: медична (охороняється законом) та клепсіна двоока.

## Використані джерела
1. [1]EstonicaЭнциклопедия об Эстонии
2. https://web.archive.org/web/20160410055629/http://elfond.ee/ru/elf/priroda/2010-09-10-04-56-09
3. https://web.archive.org/web/20160409100625/http://www.keskkonnaamet.ee/karula-rus/168749/168788/
4. https://web.archive.org/web/20160603200115/http://go-estonia.com.ua/countryinfo/70a51503-a3a3-4197-92f0-aaa9d5e61c9d/